# Kupantakurunta (Arzawa)
Kupantakurunta (auch Kupanta-Kurunta, Kubanta-Kurunta) war ein König von Arzawa zu Beginn des 14. Jahrhunderts v. Chr. Gegen ihn zog der hethitische König Arnuwanda I., zusammen mit seinem Schwiegervater Tudḫaliya I. Kupantakurunta wurde besiegt und floh. Seine Familie hingegen fiel in die Hände der Hethiter. In diesem Krieg mischte auch Madduwatta mit, ein untreu gewordener hethitischer Vasall. Madduwatta bot auf der Flucht vor Arnuwanda I. dem Kupantakurunta seine Tochter an, damit er sich mit ihm gegen die Hethiter verbünde, allerdings erfolglos.

## Name
Der Name des Königs Kupantakurunta wird in den hethitischen Texten als Kupanta-dLAMMA-ya geschrieben und ist, da die Könige von Arzawa luwische Namen trugen besser als Kupanta-(K)runtiya zu lesen. Der zweite Teil des Namens bezeichnet den luwischen Gott Runtiya, während Kurunta die hethitische Form des Namens ist. Vermutlich ist auch der erste Namensteil ein Göttername.